# Tizi Ouzou
Tizi Ouzou is een stad in Algerije en is de hoofdplaats van de provincie Tizi Ouzou. Het is na Béjaïa de grootste stad van Kabylië. Tizi Ouzou telt naar schatting 116.000 inwoners.
Pater Charles Deckers (1924-1994) werd er samen met drie Franse confraters door leden van de GIA vermoord.